# Gnathia barnardi
Gnathia barnardi är en kräftdjursart som beskrevs av Smit och Basson 2002. Gnathia barnardi ingår i släktet Gnathia och familjen Gnathiidae. Inga underarter finns listade i Catalogue of Life.